# Бархатный сезон (фильм)
«Бархатный сезон» — совместный советско-швейцарский антифашистский художественный фильм режиссёра Владимира Павловича, снятый в 1978 году по одноимённой повести Григория Горина.

## Сюжет
Действие фильма происходит осенью 1938 года после окончания войны в Испании. Бойцы испанской интернациональной бригады, покинувшие Испанию, решают помочь представителю Красного креста Мари (Татьяна Сидоренко) переправить на безопасный остров Корсику детей противников генерала Франко. Морской вокзал находится в городке на границе Франции и Испании, где одновременно происходит несколько важных для города событий: велогонка на приз побережья и подготовка к казни фашистского лидера Жоржа Гринье (Виктор Сергачёв).
Однако в тот момент, когда все отъезжающие собираются на вокзале и готовятся к отплытию на корабле, вокзал захватывают фашисты во главе с Бернардом, помощником Гринье (Альгимантас Масюлис). Они требуют освободить Гринье, угрожая убийством заложников, в том числе 12 испанских детей. Перед властями города стоит выбор: или пойти на поводу у преступников и выдать их лидера, или брать штурмом вокзал. В результате дать отпор захватчикам смогли только русский Николай Шухов (Юозас Будрайтис), француз Анри Ламер (Александр Лазарев) и американка Лиз Бредвери (Валентина Игнатьева), которые оказались на этом вокзале. В результате завязавшейся перестрелки Анри погибает, Лиз ранят, а власти принимают решение отпустить лидера фашистов.
Гринье произносит зажигательную речь на площади города, после чего вместе с Бернардом и его боевиками, а также раненой Лиз и её отцом (Сергей Бондарчук) в качестве заложников отбывает в аэропорт и улетает. Когда до приземления на контролируемой фашистами Мальорке (Бернард говорит об «огнях немецкого аэродрома», хотя остров был оккупирован Италией) остаётся несколько минут, американка расстреливает из пистолета Бернарда и пилота, после чего самолёт взрывается. Дети после освобождения благополучно сели на пароход и были доставлены на Корсику.

## В ролях
- Юозас Будрайтис — Николас, он же Николай Шухов (озвучивание — Николай Губенко)
- Татьяна Сидоренко — Мари
- Валентина Игнатьева (озвучивание — Галина Польских, вокал — Валентина Игнатьева) — Лиз Бредвери
- Сергей Бондарчук — мистер Ричард Бредвери
- Ирина Скобцева — миссис Бредвери
- Алёна Бондарчук — Бэтти, младшая дочь Ричарда Бредвери
- Александр Лазарев (старший) — Анри Ламер
- Иннокентий Смоктуновский — комиссар полиции
- Николай Крючков — Бур, капитан теплохода
- Юрий Яковлев — де Брашен
- Альгимантас Масюлис — Бернард, хозяин спортклуба, помощник Гринье (озвучивание — Владимир Ферапонтов)
- Виктор Сергачёв — Жорж Гринье, фашистский лидер
- Александр Вокач — мэр города
- Игорь Васильев — Парадье
- Лев Поляков — Франсуа, помощник Николаса
- Виктор Филиппов — помощник Николаса
- Инна Ульянова — мадам Гринье, жена Жоржа
- Исполнители танцевально-музыкальных номеров: Лариса Шутова, Валентин Манохин, С. Мурышева, Лариса Долина, А. Райта.

## Съёмочная группа
- Режиссёр — Владимир Павлович
- Сценаристы — Григорий Горин, Владимир Павлович
- Оператор — Анатолий Кузнецов (IV)
- Композитор — Мурад Кажлаев
- Художник — Георгий Турылёв
- Директор картины — Карлен Агаджанов

## О фильме
Премьера фильма состоялась в Москве 16 июля 1979 года. В СССР фильм посмотрело 19,2 миллиона человек.
Песни были частично изданы в 1979 году на гибкой грампластинке Песни из к/ф «Бархатный сезон» (Г62-07255-56) и переизданы в альбоме Мурад Кажлаев. Песни и романсы (Российский диск, CD Audio, 2002):
1. «Лучшее место на земле» (М. Кажлаев — М. Подберезский) Леонид Серебренников, на английском языке.
2. «Несостоявшееся знакомство» (М. Кажлаев — М. Подберезский) Лариса Долина и Вейланд Родд, на английском языке.
3. «Чиримболо» (М. Кажлаев — сл. народные) Валентина Игнатьева, на испанском языке.
4. «Это ты» (М.Кажлаев — М. Подберезский) Лариса Шутова, на французском языке.

Оркестр Госкино СССР, дирижёр  М. Кажлаев.